# Liste der Monuments historiques in Cudos
Die Liste der Monuments historiques in Cudos führt die Monuments historiques in der französischen Gemeinde Cudos auf.

## Liste der Bauwerke
| Bezeichnung                  | Beschreibung          | Standort | Kennzeichnung | Schutzstatus | Datum | Bild           |
| ---------------------------- | --------------------- | -------- | ------------- | ------------ | ----- | -------------- |
| Kirche St-Jean-l'Évangéliste | Erbaut im Mittelalter | (Lage)   | PA00083533    | Inscrit      | 1925  | weitere Bilder |

## Liste der Objekte
- Monuments historiques (Objekte) in Cudos in der Base Palissy des französischen Kultusministeriums